# Agra (distrikt)
Agra (hindi: आगरा ज़िला, urdu: آگرہ ضلع) er et distrikt i den indiske delstat Uttar Pradesh. Distriktets hovedstad er Agra.

## Demografi
Ved folketællingen i 2011 var der 4,380,793 indbyggere i distriktet, mod 3,620,436 i 2001. Den urbane befolkningen udgør 45,87 % af befolkningen.
Børn i alderen 0 til 6 år udgjorde 14,59 % i 2011 mod 18,25 % i 2001. Antallet piger i den alder per tusinde drenge er 866 i 2011.